# Катазе
Ка́тазе (эст. Katase) — деревня в волости Алутагузе уезда Ида-Вирумаа, Эстония.
До административной реформы местных самоуправлений Эстонии 2017 года входила в состав волости Алайыэ (упразднена).

## География
Расположена на берегу Чудского озера в южной части уезда Ида-Вирумаа в 6 км к западу от деревни Алайыэ. Первое письменное упоминание о деревне Катазе датируется 1419 годом. Вокруг деревни множество дачных комплексов и домов отдыха, построенных промышленными предприятиями и шахтами Кохтла-Ярве в советское время.

## Население
По данным переписи населения 2011 года в деревне проживали 49 человек, из них 7 (14,3 %) — эстонцы.
Численность населения деревни Катазе :
| Год     | 2000 | 2011 | 2017  | 2019 | 2020 |
| ------- | ---- | ---- | ----- | ---- | ---- |
| Человек | 51   | ↘ 49 | ↗ 104 | ↘ 94 | ↗ 95 |

## История
В письменных источниках 1419 года упоминается Kattys (деревня), 1586 года — Kattus, 1796 года — Kattas; русскоязычное название — Ка́тазна. Деревня сначала принадлежала мызе Айду, затем — мызе Кохтла. Ещё в XVIII веке она была поделена между несколькими мызами (Пагари, Сомпа, Мяэтагузе).
На военно-топографических картах Российской империи (1846–1863 годы), в состав которой входила Эстляндская губерния, деревня обозначена как Катезна.